# Хетто
Хетто — пресноводное озеро на территории Куземского сельского поселения Кемского района Республики Карелии.

## Общие сведения
Площадь озера — 1,1 км², площадь водосборного бассейна — 6,87 км². Располагается на высоте 99 метров над уровнем моря.
Форма озера продолговатая: оно почти на два километра вытянуто с юго-запада на северо-восток. Берега изрезанные, каменисто-песчаные, преимущественно заболоченные.
Из северо-восточной оконечности озера вытекает безымянный водоток, впадающий в Янецозеро, из которого берёт начало река Нижняя Кумозерка, впадающая в Нижнее Кумозеро. Из последнего берёт начало река Кузема, впадающая, в свою очередь, в Белое море.
В озере расположено не менее восьми небольших безымянных островов, рассредоточенных по всей площади водоёма.
Населённые пункты и автодороги вблизи водоёма отсутствуют.
Код объекта в государственном водном реестре — 02020000711102000003665.